# Turner Ashby
Pour les articles homonymes, voir Ashby.
Turner Ashby, Jr. (23 octobre 1828 - 6 juin 1862) est un officier de cavalerie confédéré. Il a acquis une notoriété en tant que commandant de cavalerie de Thomas J. « Stonewall » Jackson, avec le grade de colonel, dans la vallée de la Shenandoah avant d'être tué lors de la bataille de Good's Farm. Bien qu'il soit mentionné en tant général et que son nom apparaisse dans les listes des généraux de la Confédération, sa nomination de brigadier général n'a jamais été confirmée par le sénat confédéré. Il meurt deux semaines après sa nomination et le sénat confédéré n'a pas agi pour confirmer la nomination pendant cette période.

## Avant la guerre
Turner Ashby, Jr. naît à Rose Bank Plantation dans le comté de Fauquier, Virginie, fils de Turner Sr. et Dorothea Green Ashby. Dans son enfance, il joue souvent dans les eaux près de Goose Creek. Son père meurt lorsqu'il est jeune, et Turner est élevé par sa mère. Des années plus tard, il acquiert une résidence près de sa maison natale et la baptise le « rocher du loup ». Son père a combattu en tant que colonel lors de la guerre anglo-américaine de 1812, et son grand-père Jack Ashby a servi en tant que capitaine lors de la guerre d'indépendance des États-Unis.
Ashby reçoit une éducation privée. Avant son service dans l'armée, il est dans les affaires et l'agriculture, bénéficiant un succès modeste dans les deux activités.
Il est connu dans toute la vallée de la Shenandoah pour son observation stricte du code de chevalerie. Un jour, un jeune homme invité à une réception donnée par Ashby a été insulté et provoqué en duel par un rival rejeté pour l'attention d'une jeune femme. Bien que totalement ignorant des armes à feu, le jeune homme relève le défi, et le duel au pistolet est organisé sur le champ à proximité d'un petit bois. Quand les paroles de l'altercation atteignent Ashby dans la pièce attenante, il fonce par la porte et approche le protagoniste plus expérimenté. À voix basse et douce, il demande « Quelle est l'heure fixée pour votre rencontre ? ». Le duelliste potentiel répond, « je dois [le] combattre immédiatement ». Ashby répond, « je vous demande pardon, mais il n'a rien à voir dans cette affaire. Il est venu dans ma maison ce soir en tant qu'invité. Quand je l'ai invité pour venir, l'invitation était la parole d'honneur de Turner Ashby qu'il serait traité ici en tant que gentilhomme. Je suis désolé de devoir vous expliquer ces points de bonne éducation, mais vous avez démontré votre ignorance à propos de celles-ci en insultant mon invité. L'insulte est sur moi, et non sur lui. Il est ici sous ma protection. Si vous n'êtes pas prêt à faire des excuses convenables et satisfaisantes dès maintenant, à mon invité et à moi, vous devrez combattre Turner Ashby et l'heure et le lieu convenus sont à votre convenance. Que dites-vous, monsieur ? » Maintenant faire un duel contre un jeune homme qui ne connait absolument rien au maniement des armes à feu est une chose ; faire un duel contre Turner Ashby en colère froide en est une autre, et une bien plus sérieuse affaire, et la compréhension de cette différence provoque un changement d'état d'esprit du protagoniste... et il signe deux mots d'excuses écrites ».
Cavalier émérite dès son plus jeune âge, Ashby dans la vingtaine organise une compagnie de cavalerie avec ses amis connus sous le nom des Mountain Rangers. Les Mountain Rangers sont intégrés dans la milice de Virginie en 1859 après le raid de John Brown à Harpers Ferry ; ils assurent la garde à Charles Town pendant le procès de Brown et son exécution. Ashby fait le constat que la guerre de Sécession a réellement commencé avec l'insurrection de John Brown. Ashby suit avec passion la politique et se lance dans l'investiture pour la législature de l'État, mais il est Whig (le parti minoritaire dans le comté de Fauquier) et soutien de Henry Clay, et il n'est pas élu. Après le début de la guerre de Sécession, bien qu'il désapprouve la sécession, lorsqu'il devient évident que la Virginie va faire sécession, Ashby persuade le gouverneur John Letcher d'ordonner à la milice de capturer l'arsenal fédéral à Harpers Ferry. Lorsque la sécession est approuvée, Ashby fait son mouvement, mais les forces fédérales ont brûlé la plupart des bâtiments de l'arsenal et 15 000 armes de petit calibre avant qu'il ne puisse arriver.

## Guerre de Sécession
À Harpers Ferry, Ashby est affecté à la milice de Virginie commandée par le colonel Thomas J. « Stonewall » Jackson. Il est responsable de la garde des gués du fleuve Potomac et des ponts de Harpers Ferry jusqu'à Point of Rocks, Maryland. Ses troupes assistent les hommes du Maryland sympathisants de la Confédération à passer en Virginie, et elles désorganisent le trafic ferroviaire sur la ligne du Baltimore and Ohio Railroad et gênent le passage des bateaux sur le canal de la Chesapeake et de l'Ohio. Ashby subit une perte personnelle lorsque son frère Richard est tué lors d'un engagement avec une patrouille de l'Union le long du Potomac en juin 1861. Ashby, convaincu après avoir examiné son corps des rumeurs selon lesquelles il a été tué à coup de baïonnettes alors qu'il essayait de se rendre, en arrive à haïr les nordistes et devient obsédé par la vengeance.
Le 23 juillet 1861, le brigadier général Joseph E. Johnston nomme Ashby lieutenant colonel du 7th Virginia Cavalry. En raison de la maladie du commandant régimentaire, Ashby a le contrôle effectif de la moitié du régiment, qu'il dirige séparément. Quand le commandant du régiment démissionne en février 1862, Ashby assume le commandement de la totalité du régiment à compter du 12 mars 1862. Ashby organise le 1st Confederate horse artillery, appelé Chew's Battery, faisant partie de son régiment. Le 7th Virginia Cavalry ne participe pas directement à la première bataille de Bull Run, mais Ashby aide l'action confédérée en cachant le mouvement de l'armée de jusqu'à la région de Manassas. L'Union avait espéré que les forces de Johnston seraient fixées par le major Général Robert Patterson, mais l'écran créé par Ashby permet à Johnston de se déplacer librement sans interférence de la part de Patterson. En octobre 1861, il mène une attaque contre Harpers Ferry, un dépôt de l'Union, mais est défait par le colonel de l'Union John W. Geary lors de la bataille de Bolivar Heights.
Au printemps 1862, le 7th Virginia Cavalry a atteint la taille énorme de 27 compagnies d'infanterie et de cavalerie, bien plus grande qu'un régiment standard de la guerre de Sécession. Stonewall Jackson, à la tête du commandement de la vallée de la Shenandoah, essaie de corriger la situation en séparent Ashby de ses troupes de cavalerie, leur ordonnant d'être rattachées à deux brigades d'infanterie. Ashby menace de démissionner en signe de protestation, et Jackson fait marche arrière. Jackson continue de s'opposer à la promotion d'Ashby en tant que brigadier général, en raison de sa formation militaire informelle et du manque de discipline qui en découle. Néanmoins, la promotion d'Ashby survient le 23 mai 1862, et il reçoit sa promotion et son étoile de général lors d'une cérémonie à l’hôtel Taylor à Winchester, Virginie.

Ashby devient une figure marquante, appelé par beaucoup le chevalier noir de la Confédération. Il monte généralement des chevaux à la robe entièrement blanche ou entièrement noire. Un civil de la vallée appelé Thomas A. Ashby (sans lien avec lui) écrit à propos d'une rencontre avec lui : 

« Il venait juste d'entrer dans une carrière qui a rapidement fait de lui un personnage héroïque dans l'histoire de la guerre de Sécession. Vêtu maintenant en gris confédéré, avec de la dentelle dorée sur ses manches et son col, portant de hautes bottes à éperons et un chapeau de feutre noir à large bord avec une longue plume noire pendante, son apparence était frappante et attrayante. Il mesure 1,70 mètre et pèse vraisemblablement entre 68 et 73 kg (150 et 160 livres). Il était musclé et nerveux, plutôt mince que costaud ou robuste. Sa barbe et les cheveux étaient aussi noirs que l'aile d'un corbeau ; ses yeux étaient d'un brun doux et acajou ; une moustache longue et ample cachait sa bouche, et une barbe lourde et longue recouvrait entièrement sa poitrine. Son teint était foncé en harmonie avec ses autres teintes. Au total, il ressemblait aux photos que je ai vues des premiers Croisés, - un type inhabituel parmi les nombreux hommes de l'armée, un type si particulier que, une fois observé, on ne peut pas oublier de sitôt. »

### Campagne de la vallée et décès

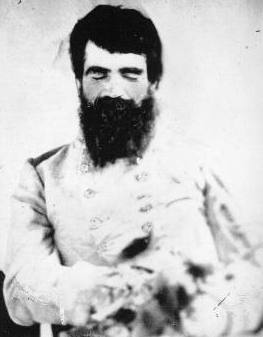
Turner Ashby, photographie post-mortem

La reconnaissance vigoureuse et le ciblage d'Ashby sont des facteurs du succès de la légendaire campagne de la vallée de la Shenandoah en 1862. Néanmoins, il y a des aspects où Ashby a échoué pour Jackson. À la première bataille de Kernstown, Jackson attaque une colonne en retraite de l'Union qu'Ashby estime à quatre régiments d'infanterie, correspondant à la taille des forces de Jackson. Il s'avère qu'il s'agit d'une division entière forte de 9 000 hommes, et Jackson est obligé de retraiter. À la première bataille de Winchester, alors que les forces de l'Union sous le commandement du major général Nathaniel P. Banks retraitent, Ashby échoue à barrer leur retraite parce que ses troupes pillent les chariots capturés. Il est possible que les forces de l'Union aient pu être détruites substantiellement s'il n'y avait pas eu ce manque de discipline.
Alors que l'armée de Jackson retraite sous la pression des forces supérieures du major général John C. Frémont, de déplaçant d'Harrisonburg vers Port Republic, Ashby commande l'arrière garde. Le 6 juin 1862, près d'Harrisonburg, le 1st New Jersey Cavalry attaque la position d'Ashby à Good's Farm. Bien qu'Ashby défasse l'attaque de la cavalerie, un combat d'infanterie ultérieur survient quand son cheval est tué et Ashby charge à pied. Après quelques pas, il est touché au cœur, le tuant instantanément. L'origine du tir fatidique a été oublié. Les soldats du 13th Pennsylvania Reserve Infantry, les « Bucktails », en revendiquent le crédit, mais quelques récits incriminent un tir fratricide. Ses derniers paroles sont « chargez, les gars ! Pour l'amour de dieu. Chargez ! » faisant tournoyer son épée, quand une balle le transperce et qu'il tombe mort.
Il avait été nommé brigadier général juste deux semaines avant sa mort.

## Mémoire

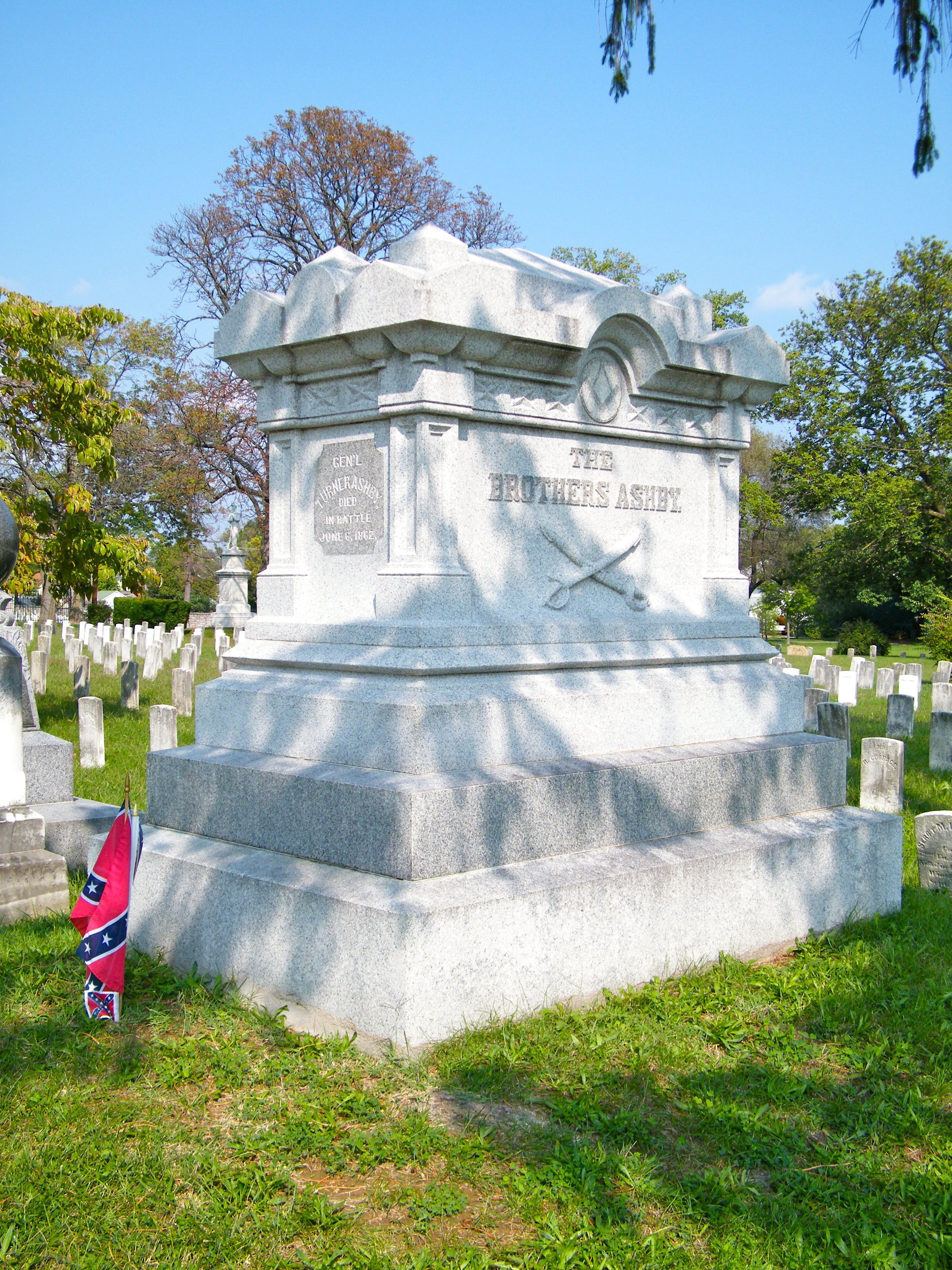
Tombe d'Ashby à Winchester, Virginie

Le rapport de Stonewall Jackson de l'engagement résume l'homme (bien que, compte tenu de la résistance de Jackson à la promotion de Ashby, l'éloge pourrait être une exagération en faveur du jeune homme) : 

« En tant qu'officier des partisans, je n'en ai jamais connu un supérieur à lui ; son audace était proverbiale ; sa capacité d'endurance est presque incroyable ; la tonalité de son caractère est héroïque, et sa sagacité presque intuitive dans la prédiction des objectifs et des mouvements de l'ennemi. »

Ashby est enterré dans le cimetière de l’université de Virginie, mais en octobre 1866, son corps est déplacé dans le Stonewall Cemetery à Winchester, Virginie, près du corps de son jeune frère Richard Ashby, qui a été tué à Harpers Ferry lors d'une escarmouche avec des soldats de l'Union en 1861. Le monument Turner Ashby se trouve à Harrisonburg, Virginie à l'endroit où Ashby a été abattu lors de la bataille d'Harrisonburg à Chestnut Ridge.
Le lycée Tuner Ashby à Bridgewater, Virginie, et la résidence universitaire Ashby à l'université James Madison ont été nommés en l'honneur d'Ashby.
Il y a un lien avec la dénomination du célèbre homme d'affaires du comté de Page, Virginie, Major Ashby Roudabush (22 août 1861 – 16 février 1916). Il semble qu'au début de la guerre, le lieutenant colonel ait chevauché avec son régiment près des moulins de la famille. Ashby vit le nouvel enfant et demanda s'il avait été nommé. Quand il apprend qu'il ne l'a pas été, il déclara que le garçon s'appellerait « Major Ashby », parce que le garçon ne pouvait avoir un grade supérieur au sien.
Une biographie d'Ashby a été écrite par son parent, Thomas Ashby.